# DP28軽機関銃
DP28軽機関銃は、ソビエト連邦で開発された軽機関銃である。1922年に建国されたソビエト連邦において最初に設計された国産火器の1つである。1927年に設計され、1928年から配備が始まり、スペイン内戦、第二次世界大戦などで広く用いられた。DPとはデグチャレフ型歩兵用火器（Дегтярев, пехотный）を意味し、単にDPと呼ばれることもある。また、設計年からDP27とも呼ばれる。

## 歴史

### 背景
ソビエト連邦が国産軽機関銃の設計に乗り出したのは、ロシア内戦終結後間もない1920年代中頃のことだった。
歩兵を直接支援できる軽機関銃は、あらゆる任務、あらゆる状況において有用であると考えられており、第一次世界大戦で最も注目された歩兵用火器の1つだった。帝政ロシアでもショーシャ銃、ルイス銃、マドセン銃といった外国製軽機関銃を調達していた。赤軍が最初に手にした軽機関銃はこれら帝国軍からの接収品だったが、いずれも度重なる戦争での酷使によって老朽化し、交換部品も枯渇していたほか、大部分が既に旧式化していた。1920年代初頭には赤軍でも軽機関銃を活用した小部隊での機動的戦術を取り入れ始めていたものの、教導部隊でさえ軽機関銃が不足していた。1924年には新制度のもとで各歩兵小隊に機関銃班が設置されたが、不足していた重機関銃と軽機関銃は1丁ずつしか割り当てられなかった。

### 軽機関銃の開発
トゥーラ造兵廠が一時的な代用品として、マキシム機関銃を元にドイツ製MG08/18と同型の軽量機関銃（MT機関銃, MTは「マキシム・トカレフ」の意）を設計する一方、コヴロフ造兵廠では時間を掛けて本格的な軽機関銃の設計が行われた。ヴァシリ・A・デグチャレフ技師は、ウラジーミル・グリゴーリエヴィチ・フョードロフ指揮下の小火器設計チームの1人として軽機関銃計画に携わることとなった。
デグチャレフは1923年から軽機関銃の設計を開始した。原型は1915年に自ら設計した自動小銃だった。1926年、デグチャレフの手掛けた試作機関銃の試験が行われ、1927年には1927年式デグチャレフ型歩兵用火器（Дегтярев, пехотный обр. 1927 г.）すなわちDP27（ДП-27）という名称が与えられた。その後もテストが重ねられ、1928年8月には細部を改良したモデルが提出された。採用に先立ち、1929年ないし1930年までに生産体制を整えることが目標とされたものの、1928年末にはMT機関銃の生産が終了したため、DP軽機関銃は制式採用の宣言を待たずに配備が進められることとなった。

## 構造
採用にあたって、当局が特に評価したのは耐久性と生産性である。非常にシンプルな構造をしており、最初期モデルでは部品数が100以下だった。外見はスマートで軽量、分解も簡単に行うことができ、可動部品が6個しかないなどメンテナンスが容易である。ガスピストンおよびボルトハンドルと排莢口は一部品で製造され、また、閉鎖ブロックと撃針が独立した部品となっているので、壊れた場合でも交換が簡単にできる。
作動機構は、オープンボルト式のガス圧作動方式とフラップ閉鎖が採用されている。銃身の下にあるロングストロークガスピストンを利用し、ボルトの側面両側にフラップと呼ばれるの2つのロッキングブロックが取り付けられている。発射態勢に入る際、ボルトキャリア後端から上方に向けて取り付けられた突起が撃針を前方に押し出すことにより、ボルトを前進させる。更に撃針が前進すると撃針後部の厚くなった部分が、ボルト側面両側の2つのフラップの後部を外側に開きレシーバー壁面の窪みにはめ込み、ボルトを固定させ薬室を封鎖する。フラップが両側に開くことにより撃針後部の厚くなった部分がボルト内部で更に前進可能となり撃針が雷管を叩き弾丸が発射される。戻る途中のボルトキャリアがフラップをレシーバーの壁面の窪みからボルトに引き込み（フラップ下端の突起がボルトキャリア上面に刻まれたガイドに従って動くことによりフラップ後部が閉じる）、ボルトを開放する。
用心鉄（トリガーガード）の後ろには、銃把を握ることで解除できる安全装置（グリップセーフティー）が設けられている。初期型では銃身に冷却用のリングが設けられていたが、戦時量産型では省略された。照準器は100-1,500mまで調整可能だった。
銃身の先端にはラッパ型の消焔器がねじ込まれ、保管や運搬の際にはスペース節減のため、消焔器を前後逆に差し替えることができた。

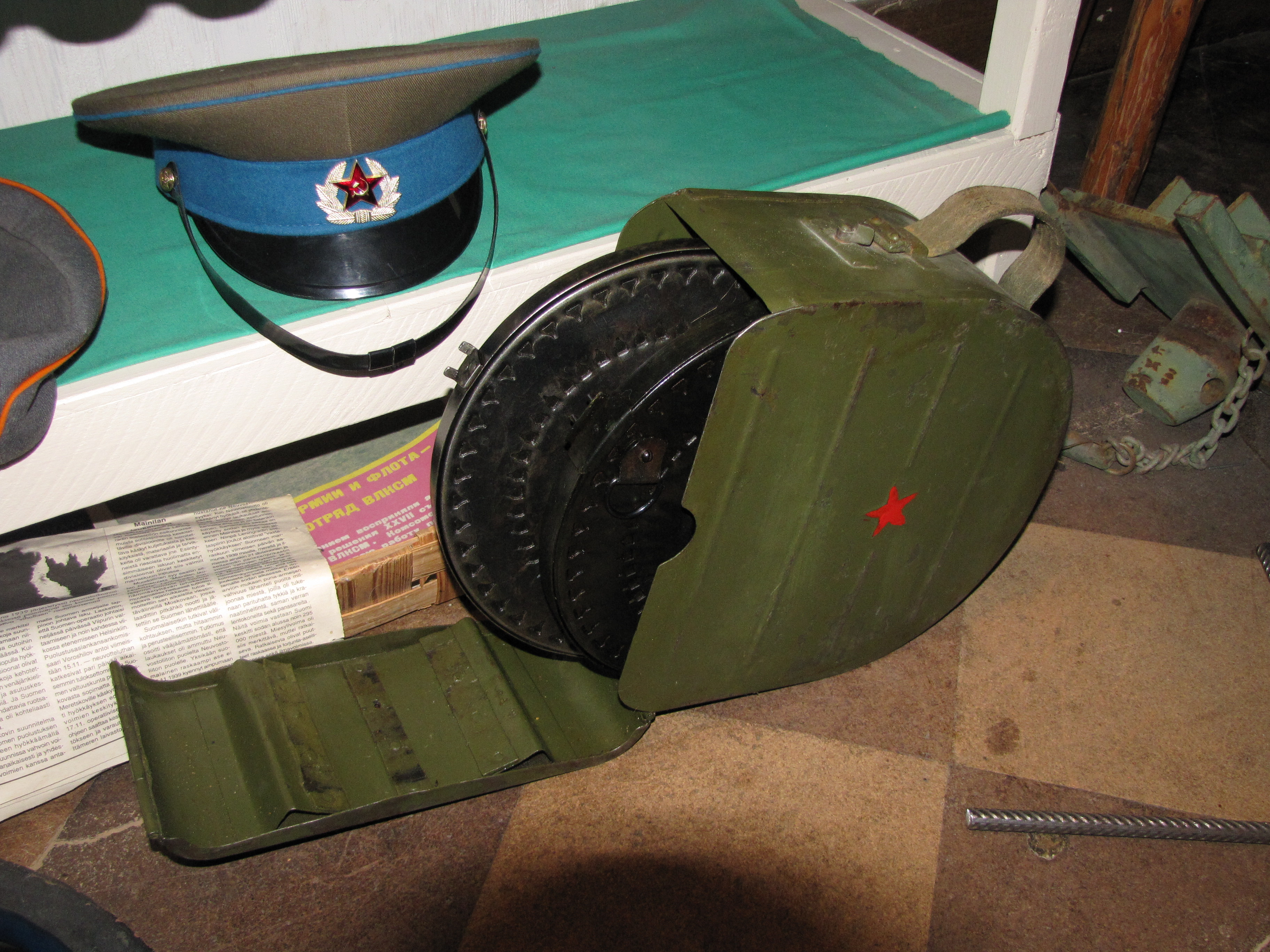
金属製弾倉ケース

外見上の大きな特徴として、上部に装着された47発入りの円盤型弾倉（パンマガジン）が挙げられる。DP28には、この弾倉をレコードに見立てた「レコードプレーヤー」あるいは「スターリンの蓄音機」という通称もあった。帝政ロシア時代から採用されていた7.62x54mmR弾は薬莢下部にリムが突出しているため、銃弾をまっすぐに並べることができず、必然的に弓形弾倉となり、その延長として円盤型になったのである。欠点としては、弾倉自体が大きく、予備を持つのが大変だったことと、設計に起因する問題として戦場で多々生じる飛散物が弾倉上面の隙間から侵入して噛み込む事により給弾不良が起こりやすかったことが挙げられる。また、元々は49連発弾倉として設計されていたものの、弾づまりが多発したために47連発へと仕様が変更された経緯がある。この弾倉を3つ入れることのできるブリキの弾倉ケースも開発されたが、ひどくかさばるため、途中から布製のケースを使用する様になった。
弾倉以外の欠点としては、二脚の強度不足とリコイルスプリングの欠点が指摘された。DP28のリコイルスプリングはガスチューブ内のガスピストンに収められており、射撃に伴ったガス管の過熱の影響を受け、熱膨張による変形が作動不良を引き起こすことが多かった。そのため、当時のマニュアルでは、3-6発程度のバースト射撃を心がけるように指示されていた。小銃と同形状のセミピストルグリップを備える銃床も射撃時に握りづらく、グリップセーフティーとの相性も悪いとして不評だった。

## 運用

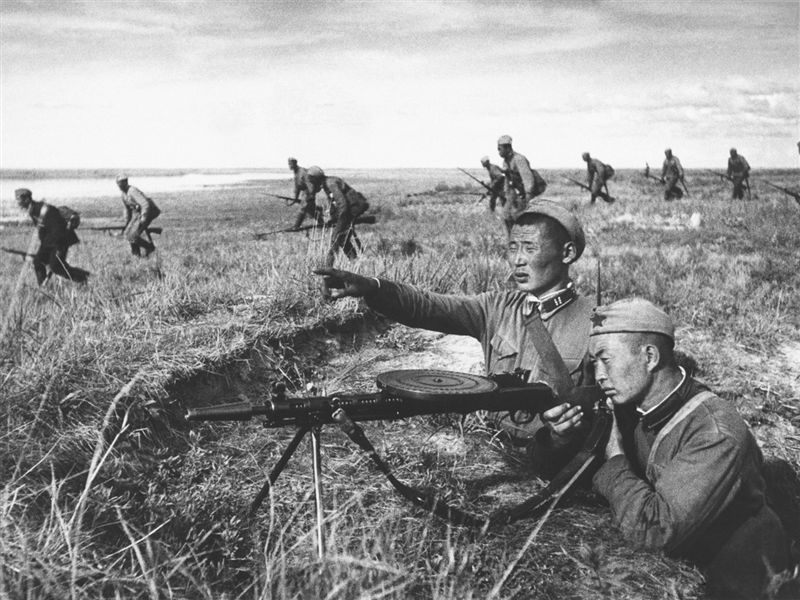
モンゴル人民軍のDP軽機関銃班。銃口制焔器は前後逆の保管・運搬姿勢で取り付けられているが、この状態でも射撃は可能（1939年）

DP28軽機関銃は、その後も順調に生産が進められた。初陣はスペイン内戦（1936年-1939年）だった。
DP28がもっとも活躍した場としては、1941年6月22日から始まった独ソ戦（大祖国戦争）が挙げられる。採用間もなくして各狙撃兵師団の主力火器の1つとなったDP28は、独ソ戦勃発後にも調達され続け、1945年までにはモシン・ナガン小銃、PPSh-41短機関銃に次いで全軍で3番目に多く配備された火器となった。
開発から100年近くが経った2022年現在でも、2022年ロシアのウクライナ侵攻において、ウクライナ軍は備蓄されていたDP28を前線に配備し運用されていることが確認されている。

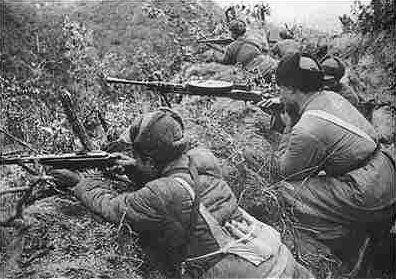
DP28軽機関銃を使用する中国人民志願軍の兵士。 朝鮮戦争では朝鮮人民軍及び中国人民志願軍によって運用された

## 派生型

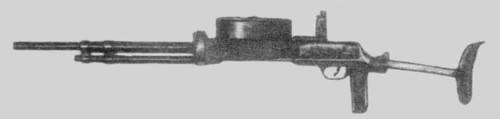
車載型のDT。二脚付きで携行しての使用もできる

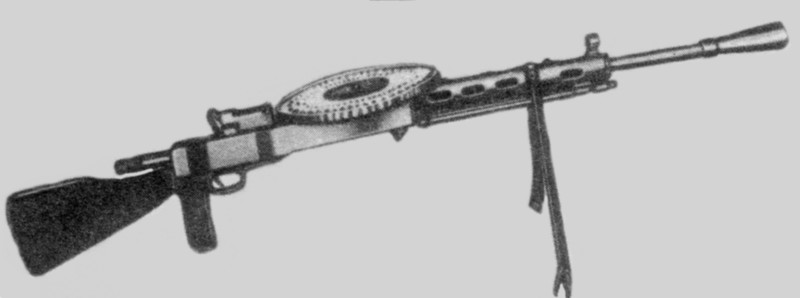
DPM軽機関銃。DP28と比較して、機関部後端に突き出したリコイルスプリングと独立したピストルグリップ、二脚の支点が銃身覆いの上側に移されたことが外見上の差異である

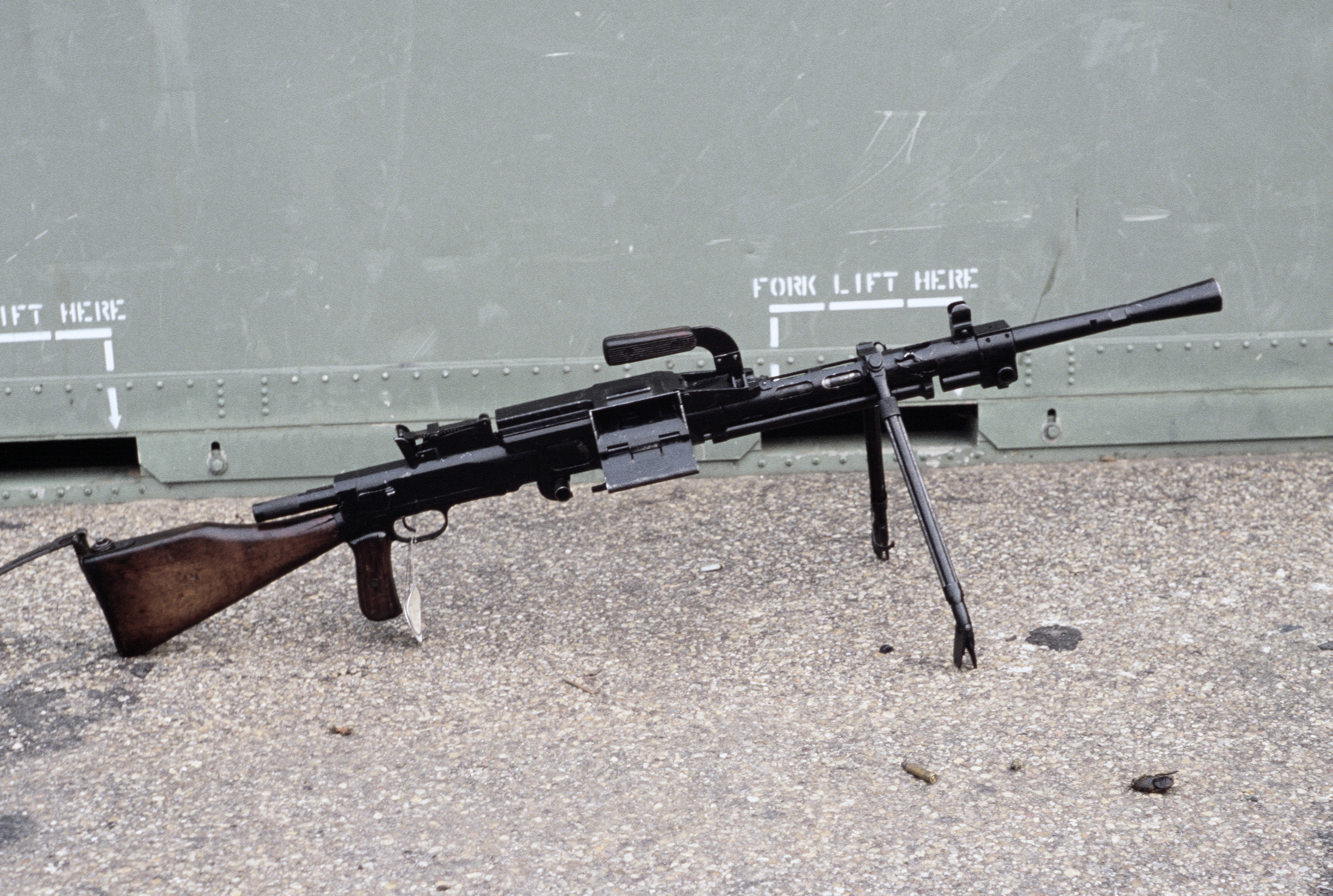
DPMにベルトリンク式給弾機構を外付けした、RP-46軽機関銃

主な派生型として、航空機搭載用のDA（Дегтярёв авиационный, デグチャレフ型航空機用火器）、車載型のDT、後述の歩兵用改良型DPM、同じ改良を施した車載型DTMがある。
1929年に採用されたDT機関銃（デグチャレフ型戦車用火器）は、DPの車載型としてゲオルギー・シュパーギン技師により開発され、折畳式銃床、独立したピストルグリップ、改良された安全装置、水平/垂直方向に調整可能な照準器、63連発弾倉を備える。車外でも使えるよう、取り外し式の二脚とフロントサイトが用意されていた。
一方、DP28軽機関銃および派生型には前述の通り、二脚の強度不足や弾倉、リコイルスプリングの問題など、欠点がないわけではなかった。こうした問題点を踏まえ、配備開始後も様々な改良が試みられた。1931年にはリコイルスプリングのレイアウトを変更したモデルが試作されており、この時の設計は後のDPMでも参考とされた。
1943年から始まった改良設計の末、DPMとして知られる改良型が採用された。DPMのリコイルスプリングは熱の影響を受けにくい機関部後端に移されているが、従来のDP軽機関銃と同様に構えると、この部分が手と干渉するため、ピストルグリップを備えた銃床も新たに設計された。二脚と銃身覆いも改良され、二脚使用時の安定性も改善された。DPMは、DPの車載型であるDTの設計も一部取り入れており、ピストルグリップや安全装置などはDTのものと同型である。そのDTについてもリコイルスプリングを機関部後端に移す改良型が作られ、DTMと呼ばれた。
残された弾倉の問題については、1938年には日本製十一年式軽機関銃と同様の装弾方式（固定式弾倉に小銃用挿弾子を直接装填する）を取り入れたモデルが試作されたほか、1943年にはDShK38重機関銃を参考にしたベルト給弾式のモデルが、1944年にはマキシム機関銃の弾帯をそのまま使用するベルト給弾式のモデルが試作された。
1946年、給弾機構をベルト給弾式に変更、銃身を肉厚のものにし、ガスシステムなどを強化するなどの改良を施したRP-46軽機関銃が開発された。重量は13kgまで増したものの、従来のパンマガジンよりも持続的に射撃を行うことができるようになった。基本設計はDPMと同様で、変更を最小限に抑えるとともに旧式弾倉の使用の余地を残すため、弾帯給弾機構は着脱可能な外付式だった。給弾機構は前後に往復するボルトハンドルによって作動するため、新たな駆動源を必要としない。そのほか、給弾機構の前端にはキャリングハンドルが追加された。RPとは中隊用機関銃（ротный пулемет）の略で、RPD軽機関銃とSG-43重機関銃のギャップを埋める装備と位置づけられていた。
DP28および各種派生型は1960年代までソビエト連邦およびその他の東側諸国の軍隊で使用され、製造数は合計800,000丁と言われている。
DPMとRP-46は、中国でもそれぞれ53式と58式の名でライセンス生産されており、67式汎用機関銃が登場するまで使用されていた。
第二次世界大戦中のドイツ軍でも鹵獲したDTをKpfw MG320(r)として使用し、フィンランド軍では購入したドイツ製III号突撃砲の搭載機銃をこれに換装して使っている。

## 登場作品

### 映画
『炎628』
アインザッツグルッペンの兵士が携行。
『スターリングラード史上最大の市街戦』
ドイツ軍兵士が鹵獲した物を所持。

### 漫画
『ウクライナ混成旅団』
単行本「幻の豹 The Panther in Ukraina 1950」または「独立戦車隊」収録作品。ウクライナ混成旅団がラーゲリから奪った武器の1つとしてDPが登場する。物語終盤の農村の戦闘では、V号戦車パンターに前方機銃として搭載していたMG34の弾が切れたため、リアシェンコが車体から身を乗り出して二脚を付け、銃床を展開した本銃で射撃する。

### ゲーム
『HIDDEN & DANGEROUS 2』
ソ連兵が使用。プレイヤーも使用可能。
『Paperman』
『PLAYERUNKNOWN'S BATTLEGROUNDS』
レシーバートップにレールを増設した近代化モデルが登場する。バイポットを標準装備。
『Red Orchestra: Ostfront 41-45』
『surviv.io』
7.62mm弾を使用する軽機関銃。なお、ゲーム内では装弾数が60発となっている。
『VIETCONG: ベトコン』
『WarRock』
「Degtyaryov」という名で登場。
『War Thunder』
ソビエト連邦の戦車の車載、同軸機銃などとして多くの車両に搭載されている。
『コール オブ デューティシリーズ』
『CoD:UO』
ソ連軍のマシンガンとして登場する。
『CoD:FH』
ソ連軍のマシンガンとしてDPMが登場する。
『CoD:WaW』
ソ連軍の機関銃として登場する。

『スナイパーエリートV2』
IS-2戦車の車体機銃として登場する。
『戦場のカルマ』
『トータル・タンク・シミュレーター』
ソビエト連邦の戦車や装甲車、航空機の車体、対空機銃、銃座などに装備されている。
『バトルフィールドシリーズ』
『BF1942』
ソ連軍の軽機関銃として登場する。
『BFV』
ベトコンで53式を使用可能。

『レインボーシックス シージ』
スペツナズの防衛側オペレーター「タチャンカ」が使用するメイン武器の一つとして登場する。実物と異なり70発装填可能。